# 石勒蘇益格-荷爾斯泰因瓦登海國家公園

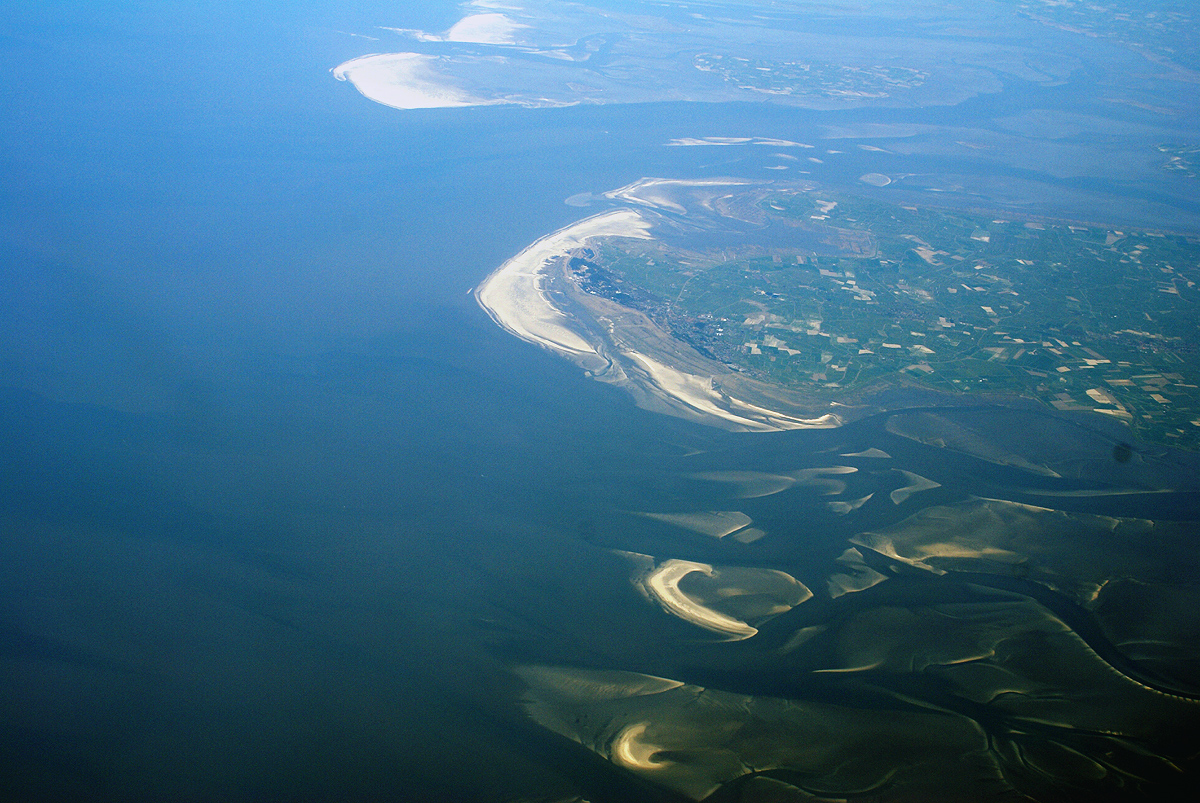

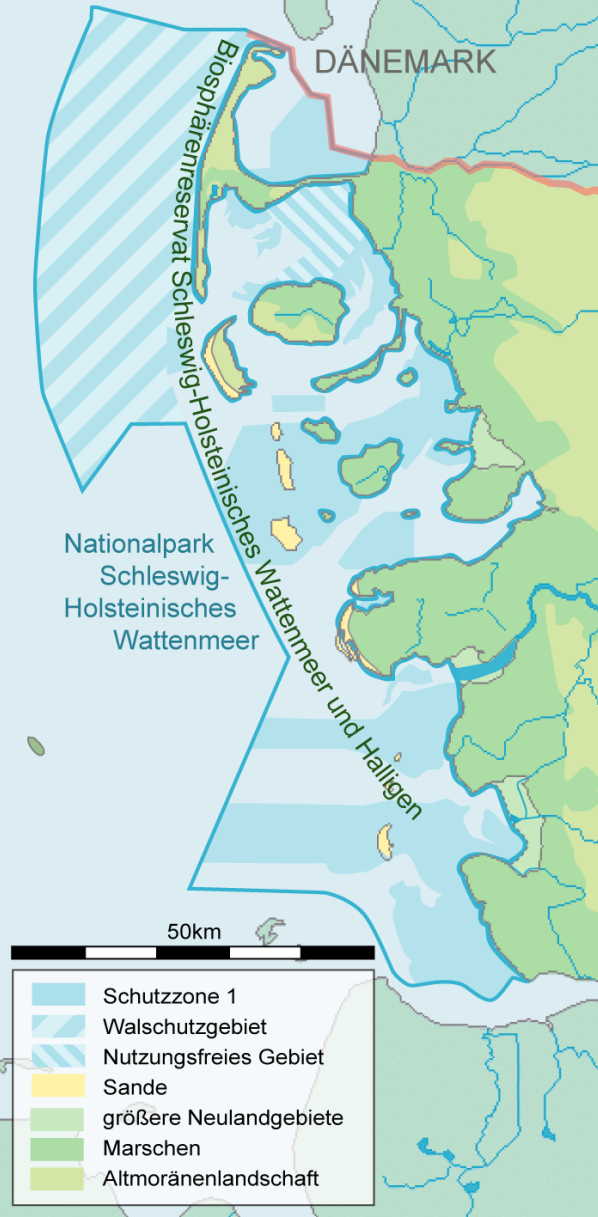

石勒蘇益格-荷爾斯泰因瓦登海國家公園（德語：Nationalpark Schleswig-Holsteinisches Wattenmeer）是德國的國家公園，始建於1985年10月1日，面積4,410平方公里，該國家公園在2009年6月26日被聯合國教科文組織列為世界遺產。

## 外部連結
- Official website （页面存档备份，存于） （德文）
- Wadden Sea Conservation Station （德文）